# Baby (låt av Brandy Norwood)
"Baby" är en grammynominerad musiksingel framförd av den amerikanska R&B-stjärnan Brandy. Låten skrevs av Keith Crouch, Kipper Jones och Rahsaan Patterson för sångerskans självbetitlade debutalbum.
Baby släpptes som albumets andra singel den 24 december 1994 och låg, liksom föregångaren I Wanna Be Down, etta på Billboard Hot R&B/Hip-Hop Songs chart i fyra veckor. Låten nådde också placering fyra på Billboard Hot 100 och på plats 16 i Australien. Videon för låten spelades in av Hype Williams.

## Musikvideo
Videon som regisserades av Hype Williams visar i de första klippen hur Brandy dansar med en grupp människor på en vit plattform på Times Square i New York. Sångerskan bär en stor vit jacka, tunna vita leggings och en hatt i samma färg. Bakgrundsdansarna är klädda helt i svart. Videon fortsätter och visar sedan Brandy bära kläder helt i rosa i ett rosa rum samt visar sångerskan sjunga i mikrofon i ett rum med dämpad belysning. 
Videons koreografi skapades av Fatima Robinson.

## Format och Innehållsförteckningar
1. "Baby" (radio edit)
2. "Baby" (All Star Party mix)
3. "Baby" (LP version)
4. "I Wanna Be Down" (The Human Rhythm Hip Hop remix)

## Listor
| Lista (1995)                          | Topposition |
| ------------------------------------- | ----------- |
| Australiens ARIA singellista          | 16          |
| Nya Zeelands singellista              | 4           |
| Amerikanska Billboard Hot 100         | 4           |
| Amerikanska Billboard Hot R&B Singles | 1           |